# Kardiophylax

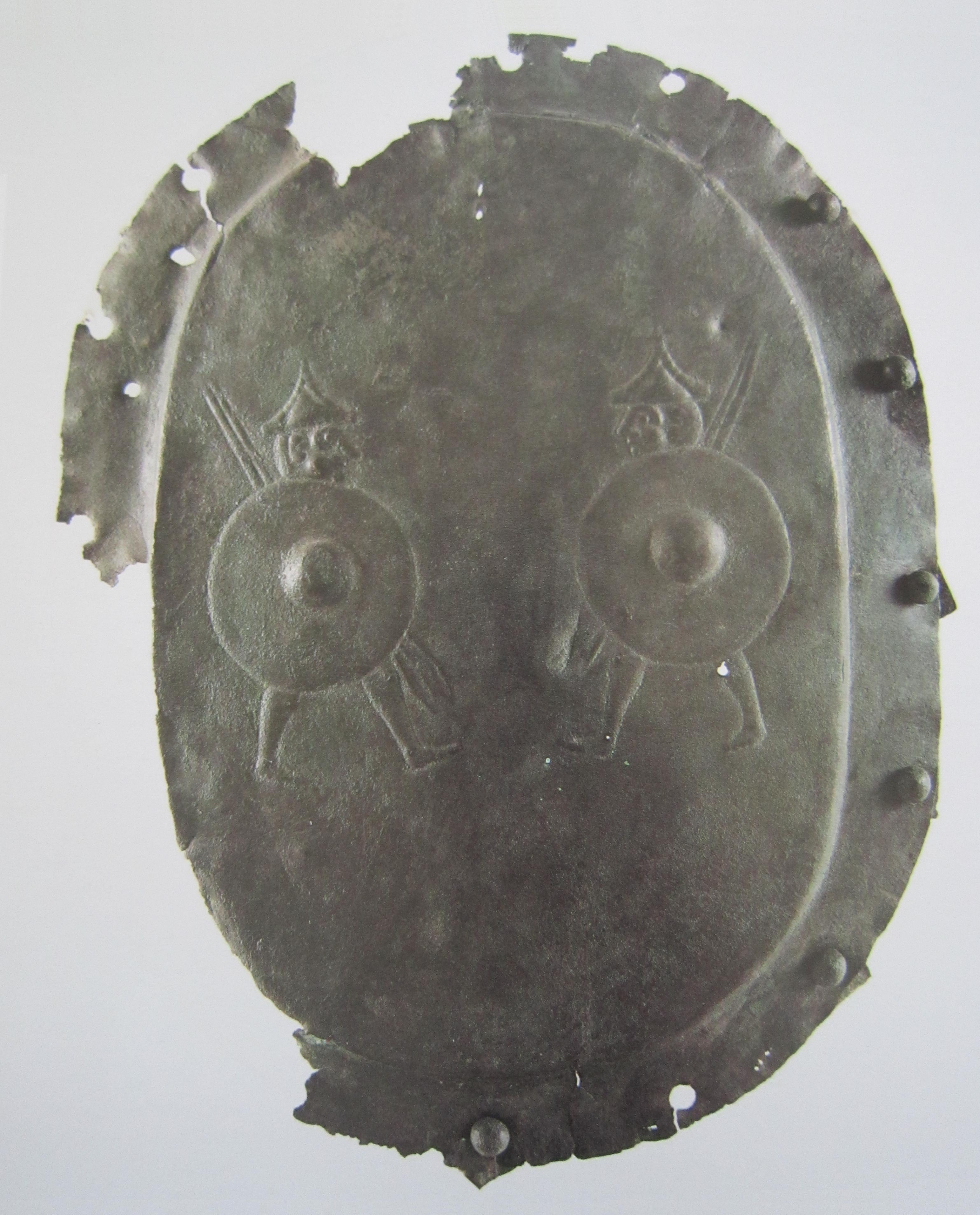
Kardiophylax

Il kardiophylax o disco-corazza era una protezione per il busto, una sorta di corazza rigida, di piccole dimensioni, di cuoio o di metallo.
Di solito di forma circolare o ovale, il kardiophylax era collocato a protezione del cuore, da cui il nome o, quando di dimensione maggiori, a protezione del petto e dell'addome.
Era un'armatura tipica delle popolazioni italiche preromane dell'Italia centrale, diffusa in particolare tra Sanniti, Piceni ed Umbri.
Tra le statue che raffigurano guerrieri muniti di kardiophylax, le più note sono il guerriero di Capestrano e quello di Guardiagrele.